# 夕刊おがわ
夕刊おがわ（ゆうかんおがわ）は、1999年3月29日に放送が開始されたHBCラジオの夕方の情報番組。当初は「夕刊おがわ〜ニュースカウントダウン〜」として放送していたが、のちにシンプルな名前になった。
2004年10月より小川がHBCテレビ「テレポート2000」のキャスターに抜擢されたため、同年9月24日の放送をもって一旦終了。後番組は「加藤雅章の夕刊ほっかいどう」で番組コンセプトはほぼ同一、実質的にキャスター交代の形となった。その後は加藤雅章→河原多恵子が務めたが、2010年4月5日に「夕刊おがわR」（ゆうかんおがわリターンズ）として5年半ぶりに復帰することになった。
番組キャッチコピーは「ラーメンからミサイルまで幅広い話題、届けます」。

## 出演者
- 小川和幸（北海道放送アナウンサー）
- 管野暢昭（北海道放送アナウンサー、スポーツコーナー担当）
  - 他にも各界のコメンテーターを迎えている。

## ナレーション
ニュースのナレーションはHBCアナウンサーが日替わりで担当。ネットワークTODAYと同様に、テレビの「JNNニュース」をニュース音源として使用する。また、JNNの素材で、テレビでは外国語に字幕を当てている部分については、ラジオ用にニュース読みとは別人が日本語ナレーションを当てている。

### 以前の出演者
- 村上亜希子（元北海道放送アナウンサー、元北海道テレビ放送契約アナウンサー）

主にナレーションとして出演していた。
- 内藤克（北海道放送アナウンサー）

かつてアナウンサーで、番組プロデューサーだった河原多恵子が、ナレーションをしていた時代もあった。

## 放送時間
- 1999年3月 - 不明

毎週月曜 - 金曜、16:00 - 18:00
- 不明 - 2004年3月

毎週月曜 - 金曜、16:00 - 17:00
- 2004年4月 - 2004年9月

毎週月曜 - 金曜、16:00 - 17:15
- 2010年4月6日 - 2012年3月30日

毎週月曜 - 金曜、16:00 - 16:50
- 2012年4月2日 - 2015年3月27日

毎週月曜 - 金曜、16:00 - 17:00
- 2015年3月30日 - 2020年3月27日

毎週月曜 - 金曜、16:00 - 17:20
ファイターズがデーゲームの場合、野球中継編成の為中止となる。

## 番組内容
夕刊さくらいからの番組内容を引き継ぎ、放送日の気になるニュースをピックアップして街角の方々にどれが気になるかアンケートを採り、投票数が多かった順番にランキングをつけて放送していたが、後に単純に放送日に起こったニュースを放送するスタイルになった。放送前に小川が直接取材した街頭インタビューの様子なども交え、小川が聴取者が思いそうなニュースの質問やツッコミなどをしていきコメンテーターの方々にコメントをもらいトークを展開していく。
『ラーメンからミサイルまで幅広い話題届けます』のキャッチフレーズに倣い、取り扱うニュースの内容は政治経済といった堅い話題だけに留まらず、スポーツや芸能、道内市区町村の街の話題、暇ネタなど多岐に渡る。
2004年までのナイターシーズンの月曜日には「夕刊おがわマンデースタジアム」、ナイターオフの月曜 - 金曜には「夕刊おがわプラス」（17:57 - 18:30）を放送していた。

### タイムテーブル
- 16:00 オープニング・ニュース・道路情報・天気予報
- 16:05 ニューストーク
- 16:45 夕刊ファイル
- 16:50 HBCラジオショッピング
- 16:55 5時前のスポーツコーナー
- 17:00 道路情報・天気予報
- 17:03 スポーツコーナー
- 17:15 エンディング